# Ben Segers
Ben Segers, né le 11 septembre 1982 à Wilrijk, est un homme politique belge, membre de Vooruit.

## Biographie
Ben Segers nait le 11 septembre 1982 à Wilrijk.
Le 19 décembre 2019, il devient député fédéral à la Chambre des représentants en remplaçant Yasmine Kherbache qui devient juge à la Cour constitutionnelle,.